# Турако кенійський
Турако кенійський (Tauraco fischeri) — вид птахів родини туракових (Musophagidae).

## Назва
Вид названо на честь німецького мандрівника Густава Фішера (1848—1886).

## Поширення
Вид поширений в Східній Африці. Трапляється в узбережних районах на півдні Сомалі, в Кенії та на північному сході Танзанії, включаючи острів Занзібар. Мешкає в прибережних і гірських тропічних лісах на висоті до 1500 м, рідше у лісистих саванах.

## Опис
Птах середнього розміру, завдовжки до 40 см. Вага — 230—280 г. Голова, спина, груди зеленого кольору. Крила, задня частина спини та хвіст темнішого блакитно-зеленого забарвлення. Нижня частина крил — червоного кольору, її можна побачити лише у польоті. На голові є еректильний гребінь малинового кольору. Цей гребінь має чорні кінчики в передній частині та білі в задній. Навколо очей є червоне кільце, яке обведене двома білими лініями. Дзьоб короткий, але міцний, гачкуватий, помаранчевого кольору.

## Спосіб життя
Трапляється парами або невеликими групами до 30 птахів. Проводить більшу частину свого часу серед гілок дерев, хоча може регулярно спускатися на землю, щоб попити. Живиться плодами, квітами, насінням, рідше комахами. Сезон розмноження починається з сезоном дощів. Гніздо будує серед гілок високого дерева. У кладці 2-3 яйця. Інкубація триває близько 22-23 дні.

## Підвиди
- T. f. fischeri (Reichenow, 1878)
- T. f. zanzibaricus (Pakenham, 1938) — ендемік Занзібару